# NGC 3442
NGC 3442 (również PGC 32679 lub UGC 6001) – galaktyka spiralna (Sa), znajdująca się w gwiazdozbiorze Małego Lwa. Odkrył ją Édouard Jean-Marie Stephan 25 marca 1884 roku.